# Демидівський район
Деми́дівський райо́н — колишній район, розташований у південно-західній частині Рівненської області, районний центр — селище Демидівка.
Район як адміністративно-територіальна одиниця утворений 22 вересня 1995 року. Постановою Верховної Ради України від 17 липня 2020 року район ліквідовано, а всі населені пункти віднесено до Дубенського району.

## Географічне розташування
На північному сході межував з Млинівським районом, на сході — з Дубенським районом, на півдні — з Радивилівським, на заході — з Волинською областю.
Територія району становила 377 км² і перетиналася річкою Стир.
Відстань до обласного центру автошляхами становить 80 км, від Демидівки до найближчої залізничної станції Дубно — 60 км.

## Природа
Тектонічна карта колишнього Демидівського району в цілому одноманітна, вся територія знаходиться в межах Українського щита, лише на крайньому сході можна спостерігати Повчанські дислокації. В напрямку Калинівка-Золочівка проходить ймовірний глибинний розлом. Територія ліквідованого району знаходиться у межах Волинської височини, більшу частину займає Повчанська височина, поверхня слабохвиляста, має загальний нахил на північ. З ґрунтів характерні лесоподібні суглинки з поодинокими виходами крейди на поверхню у південній частині. Тераси р. Стир і її притоки Жабичі складені алювіальними утвореннями. Ґрунти здебільшого темно-сірі та сірі опідзолені, на півночі району переважають чорноземи опідзолені.
Загальна площа земель сільськогосподарського призначення — 30192 га, у тому числі: сільськогосподарських угідь — 29306 га, лісових насаджень — 4370 га.
Коефіціент заповідності складає 0,18 %, коефіціент інсуляризованості — 1,0. На одного мешканця району приходиться 44,8 м² природно-заповідного фонду.

### Води
Головною водоймою є Стир, створене Хрінницьке водосховище, на якому діє гідроелектростанція (1958—1977, відновлена у 2002 році).

### Клімат
Клімат — помірно-континентальний. Найхолодніший місяць — січень (-4,5 °C), найтепліший — липень (+19 °C). Вегетаційний період триває від 200 до 210 днів. Опадів випадає в середньому 600 мм, що сприятливо впливає на розвиток рослинності.

### Охорона природи
На території Демидівщини планувалося створення регіонального ландшафтного парку «Демидівський» загальною площею 3000 га. Сюди повинні були увійти 4 природно-заповідні об'єкти площею 56,4 га.

## Адміністративно-територіальний устрій
Територія району була розділена на 1 селищну і 11 сільських рад.

## Транспорт
Було забезпечено стабільне автобусне сполучення з сусідніми містами і селищами — Млинів, Дубно, Рівне, Луцьк, Берестечко, Київ. Приміські маршрутні таксі і автобуси забезпечували перевезення в усі села району.

## Населення
Розподіл населення за віком та статтю (2001):
| Стать | Всього | До 15 років | 15-24 | 25-44 | 45-64 | 65-85 | Понад 85 |
| --- | ------ | ----------- | ----- | ----- | ----- | ----- | -------- |
| Чоловіки | 7590   | 1675        | 977   | 2236  | 1583  | 1058  | 61       |
| Жінки | 8780   | 1588        | 905   | 2104  | 1942  | 2053  | 188      |
| \| Статево-вікова піраміда \| Статево-вікова піраміда \| Статево-вікова піраміда \| \| ----------------------- \| ----------------------- \| ----------------------- \| \| Чоловіки \| Вік \| Жінки \| \| 61 \| 85 + \| 188 \| \| 73 \| 80-84 \| 244 \| \| 173 \| 75-79 \| 493 \| \| 417 \| 70-74 \| 644 \| \| 395 \| 65-69 \| 672 \| \| 409 \| 60-64 \| 561 \| \| 290 \| 55-59 \| 394 \| \| 440 \| 50-54 \| 535 \| \| 444 \| 45-49 \| 452 \| \| 560 \| 40-44 \| 516 \| \| 549 \| 35-39 \| 496 \| \| 594 \| 30-34 \| 547 \| \| 533 \| 25-29 \| 545 \| \| 471 \| 20-24 \| 474 \| \| 506 \| 15-20 \| 431 \| \| 632 \| 10-14 \| 576 \| \| 560 \| 5-9 \| 565 \| \| 483 \| 0-4 \| 447 \| |        |             |       |       |       |       |          |
| Статево-вікова піраміда |        |             |       |       |       |       |          |
| Чоловіки | Вік    | Жінки       |       |       |       |       |          |
| 61 | 85 +   | 188         |       |       |       |       |          |
| 73 | 80-84  | 244         |       |       |       |       |          |
| 173 | 75-79  | 493         |       |       |       |       |          |
| 417 | 70-74  | 644         |       |       |       |       |          |
| 395 | 65-69  | 672         |       |       |       |       |          |
| 409 | 60-64  | 561         |       |       |       |       |          |
| 290 | 55-59  | 394         |       |       |       |       |          |
| 440 | 50-54  | 535         |       |       |       |       |          |
| 444 | 45-49  | 452         |       |       |       |       |          |
| 560 | 40-44  | 516         |       |       |       |       |          |
| 549 | 35-39  | 496         |       |       |       |       |          |
| 594 | 30-34  | 547         |       |       |       |       |          |
| 533 | 25-29  | 545         |       |       |       |       |          |
| 471 | 20-24  | 474         |       |       |       |       |          |
| 506 | 15-20  | 431         |       |       |       |       |          |
| 632 | 10-14  | 576         |       |       |       |       |          |
| 560 | 5-9    | 565         |       |       |       |       |          |
| 483 | 0-4    | 447         |       |       |       |       |          |

Чисельність населення Демидівського району станом на 1 січня 2018 року становила 14 462 особи, у тому числі сільське — 11 875 осіб.
Працездатне населення становило 7337 осіб, або 48 % наявного населення району.

## Історія

Демидівщина на австрійській карті 1914 року

Уперше місцевість, що дала назву майбутньому районному центру Демидівка, документально засвідчена у 1472 році. Під час перепису населення в 1797 році поселенню, де проживає близько 679 чол., надається статус містечка. З утворенням Рівненської області, Демидівка стає одним з її районних центрів.. Під час Другої світової війни входив до Дубенської округи генеральної округи Волинь-Поділля Райхскомісаріату Україна.
За період окупації району німецькою армією було розстріляно 1397 жителів і вивезено на примусові роботи до Німеччини 555.
Після вступу в Демидівський район військ Червоної армії при Демидівському райвідділі НКВС була створена спецгрупа на чолі з місцевим мешканцем, колишнім бійцем УПА та учасником бою під Гурбами, зрадником Сафатом Панасюком, котра під виглядом повстанців катувала та винищувала людей.
За даними районного відділу МДБ станом на квітень 1948 року з району було виселено 82 родини «бандпособників» і націоналістів. У 1950 році почалася нова кампанія з виключення з колгоспів «бандпособницьких» родин, станом на 20 червня 1950 року в Демидівському районі було виключено 28 родин (такі виключені родини надалі підлягали виселенню за межі УРСР).
У районі, одному з перших в області, відбулася суцільна примусова колективізація, внаслідок цього в червні 1949 до Рівного прибула партія комбайнів марки «Сталінець-6», комбайни були направлені в суцільно-колективізовані райони — Корецький, Демидівський, Сарненський.
В районі ще довго після закінчення Другої світової війни продовжувалися національно-визвольні змагання. За допомогою снодійних хімічних препаратів була ліквідована остання група підпільників у Демидівському районі Рівненської області. На початку 1950-х років тут продовжувала діяти боївка Павла Ткачука-«Дуная», до складу якої входили Степан Ткачук-«Вуйко», Андрій Гогой-«Мулько» та Захар Шурин-«Батько». Демидівським райвідділом МГБ від жительки села Товпижино «Соні» у серпні 1951 року була отримана інформація, що вона отримала завдання від «Батька» допомагати йому продуктами харчування та регулярно інформувати про події у селі. Чекісти Журавльов, Гненюк і Прудко під час бесіди з «Сонею», запропонували їй втертися у довір'я до «Батька», виявити його місця переховування і видати його райвідділу МДБ.
У 1962 році Демидівський район розформовано, а його територія ввійшла до складу Млинівського району.
22 вересня 1995 року, згідно з Постановою Верховної Ради України № 346/95-ВР, утворено Демидівський район.
2013 року глиняну писанку, виготовлену 950 років тому, знайшли археологи на березі Хрінницького водосховища — про це повідомляло Радіо Свобода. Експедицію здійснив Інститут археології Національної академії наук.

## Політика
25 травня 2014 року відбулися Президентські вибори України. У межах Демидівського району були створені 23 виборчі дільниці. Явка на виборах складала — 77,77 % (проголосували 8 986 із 11 554 виборців). Найбільшу кількість голосів отримав Петро Порошенко — 55,17 % (4 958 виборців); Юлія Тимошенко — 21,13 % (1 899 виборців), Олег Ляшко — 11,67 % (1 049 виборців), Анатолій Гриценко — 4,42 % (397 виборців). Решта кандидатів набрали меншу кількість голосів. Кількість недійсних або зіпсованих бюлетенів — 0,67 %.

## Промисловість
Найбільшими та найчисельнішими були підприємства сільського господарства:
- ТзОВ «Городище»
- СГ «Добрий Урожай»
- ПП «Агро-Експрес-Сервіс»
- ТзОВ «Хавест-Агро»
- ТзОВ «Олді»
- ПП «Демидівський консервний завод»
- ПП «Укртрансрейл»
- ТзОВ «Агрореммаш»
- ТОВ «ТОТАЛЛ»
- ТзОВ «Західна агровиробнича компанія»
- ТзОВ «Агро-Захід»
- ПП «Деметра»
- ФГ «Млинівська чайка»
- ФГ «Добробут»

Обсяг реалізованої промислової продукції за 2019 рік становив 85395,8 тис. грн. Валова продукція сільського господарства  — 118 000,0 тис. грн. Капітальні інвестиції склали 13 300,0 тис. грн. Прямі іноземні інвестиції — 110,8 тис. грн.
Кількість підприємств — 83 суб'єкти. Кількість фізичних осіб-підприємців — 324 особи.

## Економічна характеристика

### Агропромисловий комплекс
У районі нараховувалося 17 великих сільськогосподарських підприємств, які мали в обробітку 11 549 га ріллі, та 20 фермерських господарств — 816 га. Одержали паї та господарюють одноосібно 1 888 чол., у використанні яких знаходиться 5 191 га.
Під урожай 2008 року посіяно 11 587 гектарів, з них: озимі зернові на площі 4 897 га, 5 613 га займає ярий клин, 1 077 гектарів — багаторічні трави.
За січень-квітень 2008 року звітні підприємства від реалізації продукції одержали 2 315 тис. грн. чистого доходу та 728,5 тис. грн. чистого прибутку, забезпечивши рівень рентабельності виробництва в межах 37,3 %.
У 2008 році збільшилась чисельність поголів'я ВРХ, свиней, птиці, що відповідно на 100 %, 115 %, 103 % більше до відповідного періоду минулого року. Працює мережа пунктів сервісного обслуговування ВРХ в населення, яка охоплює 7 сільських рад району, три з них відкрито наприкінці 2007 року.

### Споживчий ринок
Торговельна мережа району налічувала 157 торгових об'єктів, з них: 107 магазинів, 26 підприємств громадського харчування. На території району діяв один змішаний ринок в с-щі Демидівка. За розрахунковими даними протягом І кварталу 2008 року обсяг роздрібного товарообороту склав 4,2 млн грн. і збільшився на 35% порівняно з відповідним періодом попереднього року. Обсяг реалізації товарів на одного мешканця становить 274 грн.
Споживчий ринок району представлений 40 об'єктами побуту. Обсяг реалізованих послуг за звітний період 2008 року склав 206,9 тис. грн, що на одну особу становить 13,5 грн.

## Освіта, культура, охорона здоров'я
На території району діяли 17 загальноосвітніх шкіл, у яких навчалося 2122 учні, працювало 5 дошкільних навчальних закладів, у яких дошкільною освітою охоплено 270 вихованців, що становило 30,2 %. У районі працювали: КЗ «Дитяча школа мистецтв» Демидівської селищної ради, в якій навчалося 130 учнів, Демидівське ВПУ № 25, в якому навчалося 384 студентів, КЗ «Будинок творчості школярів» Демидівської селищної ради, міжшкільний навчально-виробничий комбінат.
На території району функціонував КЗ "Дитячий санаторій «Хрінники» Демидівської районної ради, в якому за зміну оздоровлювалося близько 240 дітей. Лікувально-профілактичну допомогу населенню надавали 43 лікарі та 122 працівники середнього медичного персоналу. В районі діяла центральна районна лікарня, 17 лікувально-профілактичних закладів.
Мережа культурних закладів району включала: КЗ «Будинок культури» с-ща Демидівка на 300 місць, 13 клубних і 11 бібліотечних установ. На території працювали три колективи зі званням «народний аматорський колектив», зокрема: оркестр народних інструментів районного Будинку культури, чоловічий вокальний квартет «Литаври», фольклорний колектив «Перевесло» с. Малеве.
Видавалася районна газета «Вісник Демидівщини», діяла редакція районного радіомовлення (проводова мережа).

## Суспільно-політична ситуація в районі
Станом на 01.05.2008 року в районному управлінні юстиції зареєстровано 51 районних організації політичних партій, легалізовано 23 громадських організацій та 17 профспілок різних галузей. Найчисельнішими політорганізаціями в районі є: ВО «Батьківщина», «НСНУ», УНП, Народна партія.
Громадський сектор мало розвинений. Ряд громадських організацій, що зареєстровані у Демидівському районі, проявляють низьку активність. Виключення складає ГО «Сприяння розвитку села», яка реалізовувала проєкти обласного рівня і співпрацювала із органами влади і місцевого самоврядування інших районів.

## Туризм
Територія району характеризується сприятливими природо-кліматичними умовами, наявністю рекреаційних ресурсів для відпочинку та лікування: лікувально-торфові грязі урочища «Вичавки», рідкісні лікарські рослини, чисті поверхневі та підземні мінеральні води. В екологічному плані територія абсолютно чиста, практично відсутні забруднюючі підприємства, викиди в повітря і водойми незначні.
На території району розміщений дитячий санаторій «Хрінники» та мережа баз відпочинку. Площа природо-заповідних об'єктів району становить 56,4 га.

## Пам'ятки
У Демидівському районі Рівненської області нараховувалося 18 пам'яток історії.

## Персоналії
Народились на теренах Демидівського району:
- Омельчук Роман Юстинович — український політик, Народний депутат України 2 скликання[15].
- Боньковський Олег Віталійович — член Національної спілки художників України (1984), заслужений художник України (2001).
- Ващук Катерина Тимофіївна — український політик, Народний депутат України 7 скликання, член депутатської фракції Партії регіонів.
- Жулинський Микола Григорович — український літературознавець і політик. Директор Інституту літератури імені Тараса Шевченка НАН України, Президент Міжнародного громадського об'єднання «Волинське братство», голова Наглядової ради Волинського національного університету імені Лесі Українки[16].
- Зоф В'ячеслав Іванович — радянський військовий і державний діяч.
- Зубчук Роман Валентинович — військовик, стрілець, старший солдат резерву Батальйону імені Кульчицького. Загинув у ході україно-російської війни.
- Казван Дмитро — військовик, член ОУН, УПА, начальник штабу військової округи ВО «Богун».
- Казмірук Аполлінарія Лаврентіївна — майстриня декоративно-ужиткового мистецтва, художниця. Учасниця районних виставок декоративно-ужиткового мистецтва.
- Котовський Анатоль Харитонович — письменник, журналіст, літератор.
- Вінцентій Красінський — граф, польський, французький та російський генерал, учасник Наполеонівських війн, батько Зигмунта Красінського.
- Листопад Антоніна Іванівна — українська поетеса.
- Міщук Ростислав Софронович — український філолог та літературознавець.
- Поліщук Валер'ян Львович — український письменник, поет і прозаїк, літературний критик, публіцист доби розстріляного відродження.
- Пушкар Наталія Юхимівна — український історик, краєзнавець, музеєзнавець, лесезнавець. Дослідник Волині, біографії Лесі Українки. Головний хранитель фондів Волинського краєзнавчого музею.
- Романюк Микола Ярославович — Луцький міський голова з 4 листопада 2010 року.
- Руцький Микола Миколайович — український поет, письменник, дослідник УПА.
- Солоневський Ростислав Тимофійович — український письменник.
- Цимбалюк Євген Павлович — український письменник, журналіст, краєзнавець, Заслужений журналіст України.
- Шевчук Софія Володимирівна — українська радянська діячка, ланкова колгоспу імені Івана Франка Демидівського району Рівненської області. Депутат Верховної Ради УРСР 9-10-го скликань.
- Юхновський Ігор Рафаїлович — український фізик-теоретик. Доктор фізико-математичних наук, професор, академік НАН України, народний депутат України І–IV скликань, почесний громадянин Львова.
- Яблонський Валентин Андрійович — український учений у галузі ветеринарної медицини. Доктор біологічних наук, професор. Член-кореспондент НААНУ. Академік-засновник АН ВШ України (1992)